# Filosofía de la historia

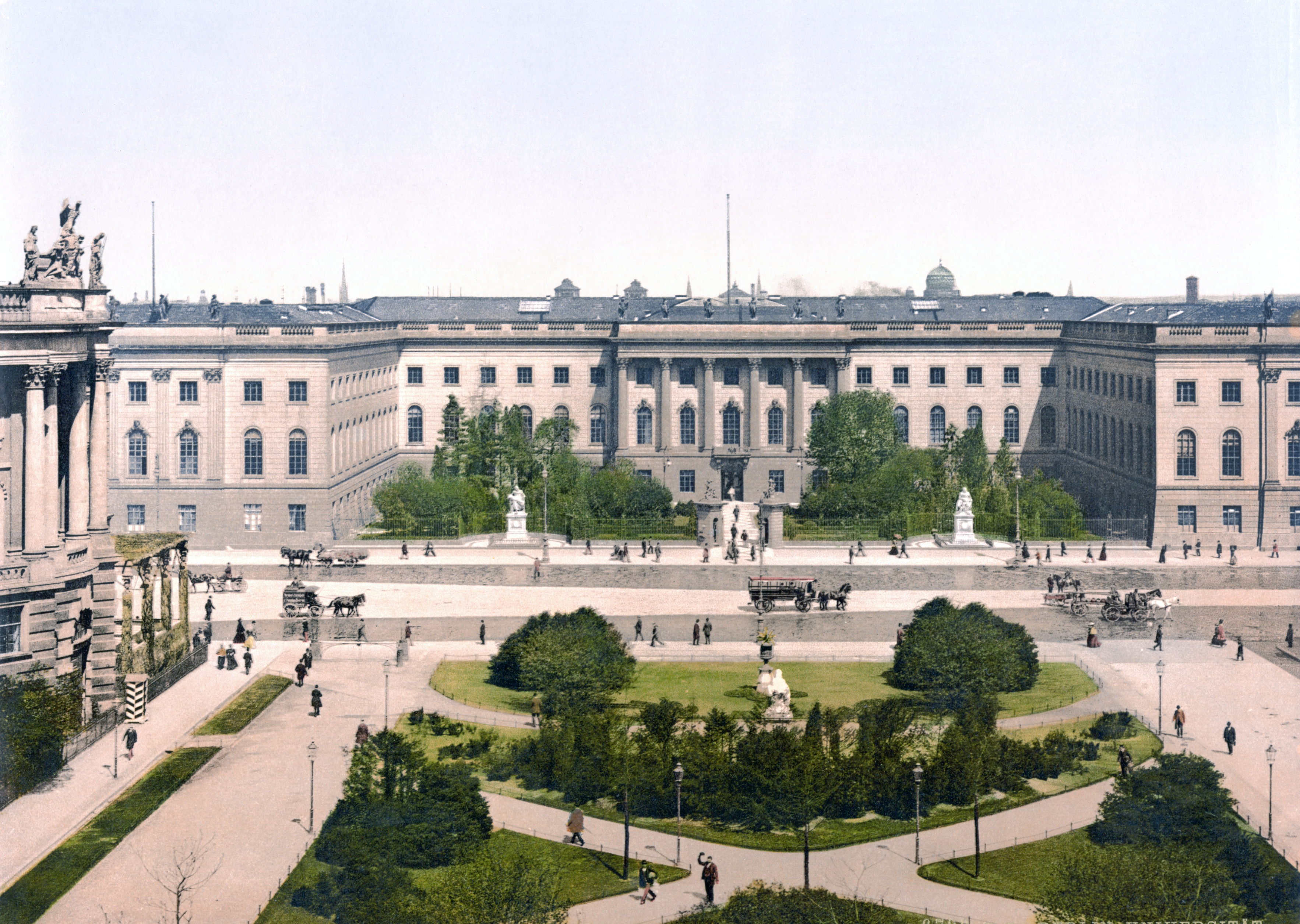
En 1800, la Universidad de Berlín fue la primera universidad en acoger la disciplina de filosofía de la historia, introducida por Hegel a principios del

La filosofía de la historia es la rama de la filosofía que estudia la teleología, la epistemología y la metafísica de la historia y la historiografía.
Su origen se encuentra en el proceso vivido entre los siglo XVIII y XIX, gracias a los escritos de filósofos como Giambattista Vico, Georg Hegel y Voltaire, siendo este último quien acuñó el término. Pese a ello, elementos de la filosofía de la historia, presentes en las reflexiones sobre el tiempo y la historia misma, existen desde la Edad Antigua y la Edad Media tanto en la civilización islámica como en la civilización China. Aunque no es la norma, las filosofías de la historia en sus comienzos se preocuparon por una historia universal de carácter metafísico, es decir, buscaron un sentido para el rumbo de la humanidad generalmente de carácter eurocentrico.
Con la incorporación de la filosofía analítica al débate en el siglo XX, se realizó una división de la filosofía de la historia en dos áreas: por un lado la filosofía especulativa o sustantiva de la historia y, por otro lado, la filosofía crítica o analítica de la historia. La primera está vinculada a filosofías de la historia de carácter metafísico, como la de Johann Herder, Immanuel Kant, Georg Hegel y Giambattista Vico; mientras que la segunda se relaciona a cuestiones epistemológicas y de metafísica analítica de la historia, como las realizadas por William Dray, Arthur Danto, Raymond Aron y Henri Marrou. No obstante lo anterior, no existe un consenso sobre dicha distinción. Desde la filosofía continental se mantiene la convicción de que la filosofía de la historia sólo debe usarse para referirse a la filosofía especulativa de la historia; mientras que los conceptos de teoría de la historia, epistemología de la historia o historiología se deben usar para la filosofía crítica de la historia. También se ha propuesto hacer una distinción entre filosofía de la historia y filosofía de la historiografía las que corresponden a la filosofía especulativa y filosofía crítica de la historia respectivamente.
Finalmente, una tercera corriente comienza a desarrollarse desde la segunda mitad del siglo XX con las tesis narrativas desarrolladas por Arthur Danto, Hayden White, Paul Ricoeur, Louis O. Mink y Frank Ankersmit.

## Historia de la disciplina
La historia de la filosofía de la historia estudia el origen y desarrollo de la filosofía de la historia como rama de la filosofía.
Tradicionalmente se atribuye a la obra publicada en 1765 Filosofía de la historia de Voltaire la acuñación del concepto. Sin perjuicio de lo anterior, en primer lugar, Ibn Jaldún, autor de la obra Muqaddima de 1377 desarrolló una tesis cíclica de la historia; por lo mismo, ha sido indicado como uno de los primeros filósofos de la historia por George Sarton. En segundo lugar,  un término similar fue utilizado en 1566 por Jean Bodin en Método para el conocimiento fácil de la historia, donde califica a Filón de Alejandría como un philosophitoricus. Finalmente, en tercer lugar, Giambattista Vico en 1725 desarrolló efectivamente una filosofía especulativa de la historia en su obra Principios de ciencia nueva.
A pesar de lo anterior, actualmente se está reconociendo los diversos orígenes de la filosofía de la historia; por ejemplo, en la civilización islámica, y en la civilización china. Además de que las primeras especulaciones filosóficas sobre la historia se pueden encontrar desde la Edad Antigua, sin llegar no obstante, a desarrollarse una filosofía de la historia como disciplina independiente.  Obras como Sobre la malicia de Heródoto de Plutarco y la sátira Cómo debe escribirse la historia de Luciano de Samósata contribuyeron a una incipiente teoría de la historia.
Independiente del origen exacto de la filosofía de la historia, sí existe un consenso sobre la consolidación de la filosofía de la historia como rama formal de la filosofía entre los siglos XVIII y XIX.Dicho hito se dio gracias a Georg Hegel, profesor de filosofía de la Universidad de Berlín, quien fue el primero en realizar un curso de filosofía de la historia universal en 1822. Dichas clases se publicarían de manera póstuma en 1837 bajo el título Lecciones sobre la filosofía de la historia universal la cual reunía los manuscritos de Georg Hegel junto a los apuntes de clases de sus alumnos.
Sobre el origen tardío de la filosofía de la historia, Robin George Collingwood ha sostenido que las razones son que los problemas epistemológicos hasta dicho momento se habían centrado en tres áreas: las matemáticas, la teología y las ciencias naturales. Ante la cuestión del conocimiento histórico los filósofos de la época no se habían pronunciado; sin embargo, ante el interés por la historia durante la Ilustración y el Romanticismo los filósofos notaron que no existía una teoría epistemológica capaz de explicar el conocimiento del pasado. Ante dicha necesidad es que surgió la filosofía de la historia. Sobre el caso particular de la inexistencia de una filosofía de la historia en el Reino Unido hasta mediados del siglo XX, William H. Walsh sostiene que se debe al pensamiento y temperamento propio de los británicos: la filosofía de la historia fue concebida por los filósofos analíticos como una especulación metafísica absurda y en un lenguaje muerto.

## División
La filosofía de la historia se ha dividido en dos áreas. Por un lado, la filosofía especulativa de la historia que estudia el pasado al igual que los historiadores; por otro lado, la filosofía analítica de la historia que estudia a la historia como disciplina académica. En el primer caso, la diferencia entre filósofos e historiadores se encuentra en la perspectiva que se aplica al pasado y los métodos usados. En el segundo caso los filósofos estudian la práctica de los historiadores, es decir, sus métodos de investigación y cómo presentan sus resultados en la historiografía.
La primera distinción taxativa comenzó en 1951 con William Henry Walsh quien uso los conceptos "filosofía especulativa de la historia" y "filosofía crítica de la historia". Por filosofía especulativa de la historia Walsh se refiere a una filosofía metafísica que buscaba una interpretación total de la historia a través de un solo sistema filosófico. Para esta perspectiva, la historia universal es vista como un todo que posee un plan racional que el filósofo debe descubrir. Los autores que se vinculan a dicho tipo de filosofía, según Walsh, son Giambattista Vico, Johann Herder, Georg Hegel y posteriormente Karl Marx, Oswald Spengler y Arnold Toynbee. En el caso de la filosofía de la historia de Marx, Walsh sostiene que ésta se diferencia del resto al mantener un sentido causal de la historia, es decir, al tratar de descubrir cuál es el motor de la historia.En relación con la filosofía crítica de la historia Walsh la define como la que se preocupa de cuatro grandes problemas epistemológicos de la historia: primero, cuál es la naturaleza de la historia en relación con otras formas de conocimiento;  segundo, cuál es el criterio de verdad de la historia;  tercero, el problema de la objetividad en la historia;  cuarto, cómo la historia explica su objeto de estudio. Además de dicha división, Walsh reconoce el surgimiento de una filosofía idealista de la historia que estudia la historia identificándola como una disciplina individual y concreta; por lo tanto, opuesta a las ciencias naturales. Representantes de dicha interpretación son Wilhelm Dilthey, Heinrich Rickert, Benedetto Croce y más tarde Robin Collingwood.
Continuando la distinción de Walsh, Arthur Danto usó los conceptos "filosofía substantiva de la historia" y "filosofía analítica de la historia". Uno de los matices de Danto que agregó a la distinción de Walsh fue el sostener que la filosofía analítica de la historia también debe preocuparse por el estudio de los problemas conceptuales de la filosofía substantiva de la historia. Además, profundizando en la filosofía substantiva de la historia, Danto sostiene que esta se puede dividir en dos: las teorías descriptivas y las teorías explicativas de la historia. Las descriptivas buscan encontrar los patrones de la historia con el objetivo de proyectar el pasado hacia el futuro gracias a la repetición de los patrones históricos o a la finalización de un patrón actual en desarrollo. Mientras que las teorías explicativas quieren mostrar las causas de dichos patrones. Si las teorías explicativas de la filosofía substantiva de la historia fueran capaces de encontrar los patrones causales de la historia podrían crear una ciencia de la historia, de la misma forma como alguna vez la física se practicó como una filosofía natural. No obstante, ello no es posible para Danto.La razón es que la filosofía substantiva de la historia pretende conocer el sentido de la historia universal; sin embargo, la historia esta en constante desarrollo. Por lo tanto, nunca se podrá tener una comprensión completa del sentido de la historia, porque esta cambia constantemente de sentido en la medida que suceden nuevos hechos históricos.

### Discrepancias
Si bien en la filosofía analítica la distinción es ampliamente usada, en el caso de la filosofía continental no se ha aceptado dicha división y es posible encontrar otras distinciones que limitan la filosofía de la historia sólo al estudio de la historia en sí misma.
Paul Ricoeur si bien reconoce la existencia de una distinción entre filosofía de la historia y filosofía crítica de la historia no la comparte. Aunque no lo explicita, Ricoeur hace uso de los conceptos "epistemología de la historia" para referirse al estudio filosófico de la historia como disciplina y "filosofía de la historia" para la filosofía de tipo hegeliano; sin embargo, si sostiene claramente que la filosofía de la historia no debe confundirse con las especulaciones de Oswald Spengler o Arnold Toynbee como lo han hecho los filósofos analíticos. Según Ricoeur, las consecuencias de la ausencia del reconocimiento de dicho debate desarrollado en Alemania y Gran Bretaña principalmente, ha llevado a que no exista una filosofía y una epistemología de la historia en Francia. No obstante, sí se desarrolló una reflexión metodológica desde los propios historiadores a través de la escuela de los annales.
Desde comienzos del siglo XXI también se ha propuesto usar los conceptos "filosofía de la historia" y "filosofía de la historiografía". Aviezer Tucker, al igual que Walsh, señala que una de las causas de dicha problemática reside en la misma polisemia de la palabra historia: por un lado el pasado de la humanidad; por otro lado, la disciplina que estudia el pasado. Por lo tanto, la solución para Tucker es seguir la misma distinción que realizan los historiadores entre historia e historiografía. Por lo tanto, la filosofía de la historia es la que estudia el pasado y la filosofía de la historiografía es la que estudia la investigación del pasado por la historia y sus resultados expuestos en la historiografía.
Según el francés Raymond Aron la filosofía especulativa de la historia se ocupa de los hechos y pretende ordenarlos de diversas formas y la filosofía crítica es la historia concreta con el fin de crear los conceptos que nos permiten comprender la realidad histórica.
El filósofo español Ferrater Mora llamará a la filosofía especulativa de la historia "filosofía material" de la historia y la filosofía crítica de la historia la llamara "filosofía formal de la historia".
En 1971 José Ortega y Gasset propuso el uso del concepto "historiología" para establecer una distinción entre la teoría de la historia y la filosofía de la historia de carácter especulativo.
Según Danton la filosofía sustantiva busca el sentido de la historia con el fin de comprender y poder prever el devenir histórico y la filosofía analítica aplica la reflexión filosófica de la historia, es decir, la historiografía.[cita requerida] Para conseguirlo se emplean dos pautas:
- Buscar en el pasado las leyes que rigen la historia para prever el futuro.
- Establecer supuestos principios que motivan a la historia y que la dotan de un sentido que es, a la vez, fin y final de la historia

### Distinción entre metodología y filosofía analítica de la historia
La filosofía analítica de la historia puede dar lugar a una confusión con la metodología de la historia. La diferencia entre ambas es que desde la filosofía se aborda la investigación de la historia desde una perspectiva teórica o crítica, es decir, la epistemología o metafísica de la historia; mientras que la metodología de la historia es abordada principalmente por historiadores con el foco en las técnicas de investigación de la historia, es decir, el uso crítico de fuentes, de métodos cualitativos, cuantitativos, etc.

## Vínculos entre historia y filosofía
Hayden White sostiene que la historia tiene un carácter filosófico, y necesita siempre una narración filosófica que complemente su sentido. Más aún no existe una diferencia entre historia y filosofía de la historia. Habrá, por tanto, historiadores idealistas y materialistas, hegelianos y marxistas o positivistas y hermenéuticos. La filosofía de la historia va tan intrínseca a la historia como el propio pensamiento del historiador, que tendrá, quiera o no quiera, una determinada perspectiva filosófica que siempre está actuando sobre él.
La historia ha sido vista como una forma de ética que puede enseñar, a través de ejemplos históricos, comportamientos adecuados o incluso maquiavelismos. Heródoto y Plutarco inventaron libremente los discursos de los personajes históricos, eligiendo los temas históricos con vistas al aprovechamiento moral del lector. Estos clásicos reconocen y admiten que la historia debe enseñar buenos ejemplos a seguir. Desde la época clásica los historiadores alternan entre enfocar la historia desde una visión pedagógica y limitarse a los hechos, buscando reflejarlos con la mayor imparcialidad posible. Un caso extremo son las hagiografías de enaltecimiento de los reyes o la poesía épica que describe gestos heroicos como la Canción de Roldán con el fin de generar modelos a seguir. Entre los historiadores y filósofos que consideraron a la historia de la presente forma destacan Tito Livio, Petrarca, David Hume, Johann Gottlieb Fichte, y Barthold Georg Niebuhr.
No obstante lo anterior, también existen discrepancias:
Thomas Macaulay sostuvo: "Historia, se ha dicho, es la filosofía de enseñar con ejemplos. Desafortunadamente, en tanto que la filosofía gana en solidez y profundidad, como ejemplo, pierde vivacidad." Mientras que Georg Hegel afirmó: "Suele aconsejarse a los gobernantes, a los políticos y a las naciones que aprendan las lecciones de la experiencia histórica. Pero lo que la experiencia y la historia enseñan es lo siguiente: nunca una nación o un gobierno han aprendido algo de la historia ni han actuado según doctrinas que han obtenido de ésta."
Durante el siglo XIX, los historiadores se vieron influidos por el movimiento intelectual positivista concentrándose lo más posible en los hechos, y despegándose lo más posible de la presencia de un observador en el análisis y la interpretación de la historia. En la era victoriana, con Fustel de Coulanges y Theodor Mommsen, el debate historiográfico ya no residía en si la historia debería influir positivamente en el lector, sino qué causas influían en la historia y cómo entender el cambio histórico.
Según Jacob Burckhardt, la filosofía de la historia es una contradicción y un despropósito, un compuesto "contra natura". La razón es, según él, vieja y sencilla: la filosofía constituye una labor de subordinación, que jerarquiza elementos y construye sistemas, mientras que la historia es asunto de coordinación, de poner episodios uno junto a otro de modo que pueda destacar la singularidad de cada uno.
En la modernidad, historiadores, como Edward Hallett Carr, consiguen, de cierta forma, reconciliar las posturas filosofías del pasado, es decir, hoy en día se defiende la rigurosidad del método científico al servicio de la historia, de la mano de las llamadas ciencias auxiliares de la historia (como la arqueología, la epigrafía, la cronología, etc.), pero se reconoce también que la historia debe ser analizada dentro de una compleja totalidad, que no es, desde luego, una porción congelada del tiempo en el pasado, sino un movimiento continuo que se extiende hasta el presente, englobando al propio historiador y obligándolo a observarse a sí mismo y asumir que necesariamente influirá, más allá de su deseo, en la reproducción de la historia. 

## Objeto de estudio de la historia
Se ha sostenido que el objeto de estudio de la historia es el pasado; sin embargo, la historia no sólo estudia el pasado. También existe una rama conocida como la “historia del presente”. En la práctica, los primeros historiadores escribieron historia del presente. 
Se podría pensar que para mostrar el objeto de estudio de la historia podría ser suficiente con consultar sobre qué escriben los historiadores, es decir, consultar la historiografía. En su primer momento, es decir, en los inicios de la historia en la antigua Grecia y Roma se narraba principalmente los conflictos militares, entendidos éstos como una extensión de la política. En el otro extremo, en la actualidad, las obras historiográficas son más ambiciosas. Abarcan aspectos mucho más amplios que sus antecesores: historia social, historia de la vida privada o historia de las mentalidades por sólo nombrar algunos casos. En consecuencia, como se podría esperar de una disciplina milenaria como la historia, ésta ha tratado sobre los más diversos temas; por lo tanto, pareciera que una definición del objeto de estudio de la historia buscada en la práctica historiográfica puede dar lugar a respuestas equivocas o, en un caso extremo, llegar a la conclusión de que todo es historia.
También se ha propuesto que simplemente los historiadores estudian hechos históricos o acontecimientos históricos; sin embargo, ello no define el objeto de estudio de la historia.
En Poética, Aristóteles había argumentado que la poesía es superior a la historia, ya que habla más de "lo que debe (o debería) ser verdad" que de "lo que es verdad". En ese sentido el filósofo griego hace una demarcación del objeto de estudio de la historia: el historiador no debe pronunciarse sobre el deber ser, solo sobre el ser.
Max Weber sostiene que la historia y la sociología comparten el mismo objeto de estudio, es decir, las acciones sociales. La diferencia entre la aproximación de un historiador y un sociólogo radica en la extensión e intensión de la acción social.  La sociología se interesa por conceptos de mayor extensión de la realidad social sacrificando la intensión, es decir, para los sociólogos la acción social debe ser estudiada como un caso del cual se pueden extraer generalidades para comprender un mayor rango de casos particulares. En el caso de la historia se privilegia la intensión de una acción social por sobre su extensión, es decir, al historiador le interesa comprender una acción social en sí misma con sus detalles, sacrificando la capacidad de establecer generalizaciones.

## Historia cíclica y lineal
La concepción mítica del tiempo no es lineal, sino cíclica. Ejemplos son la antigua doctrina del eterno retorno, que existía en el Antiguo Egipto, las religiones dhármicas o, entre los griegos, los pitagóricos y los estoicos. Hesíodo (Los trabajos y los días) describe cinco edades del hombre: la Edad de Oro, la Edad de Plata, la Edad de Bronce, la Edad Heroica y la Edad de Hierro, que comienza con la invasión de los Dorios. Platón también escribe sobre el mito de la Edad de Oro. Los antiguos griegos creían en una concepción cíclica de las formas de gobierno, en las que cada régimen necesariamente cae en su forma corrupta (aristocracia, democracia y monarquía eran los regímenes sanos; oligarquía, demagogia y tiranía los corruptos).
En Oriente se desarrollaron teorías cíclicas de la historia en China (teoría del ciclo dinástico), y en el mundo islámico (Ibn Jaldún).
Judaísmo y cristianismo sustituyeron dichos mitos por el concepto bíblico de la Caída del Hombre o expulsión del Jardín del Edén, que proporciona la base de la teodicea, que intenta reconciliar la existencia del mal en el mundo con la existencia de Dios, creando una explicación global de la historia con la creencia en una Edad Mesiánica. La teodicea propone que la historia tiene una dirección de progreso tendente a un fin escatológico (como el Apocalipsis) previsto por un poder superior. Agustín de Hipona en la Ciudad de Dios, Tomás de Aquino o Jacobo Benigno Bossuet (Discurso sobre la historia universal, 1679) formulan tales teodiceas. Leibniz, que acuñó el término, propuso la suya propia: basó su explicación en el principio de razón suficiente, que proclama que todo lo que ocurre lo hace por una razón específica. Por tanto, lo que el hombre ve como mal (guerra, enfermedad, desastres naturales) es solo un efecto de su percepción. Si se adopta el punto de vista de Dios, esos malos acontecimientos forman parte de un plan divino más amplio. La teodicea explica la necesidad del mal como un elemento relativo que forma parte de un conjunto mayor: el plan de la historia. El principio de razón suficiente de Leibniz no es un gesto de fatalismo. Enfrentado al antiguo problema del futuro contingente, Leibniz desarrolla la teoría de los mundos posibles, distinguiendo dos tipos de necesidad, para evitar el problema del determinismo.
Durante el Renacimiento las concepciones cíclicas de la historia se hicieron comunes para explicar la decadencia del Imperio romano. Son ejemplo los Discursos sobre Tito Livio de Maquiavelo. La noción de Imperio contiene en sí misma su ascenso y su caída, como explicita Edward Gibbon en Historia del declive y caída del Imperio romano (1776) (incluido por la Iglesia Católica en el Índice de libros prohibidos).
Las concepciones cíclicas se mantuvieron en el siglo XIX y XX por autores como Oswald Spengler, Nikolay Dnilevsky y Paul Kennedy, que concebían el pasado humano como una repetitiva serie de ascensos y caídas. El primero, que escribe tras la Primera Guerra Mundial, creía que una civilización entra en una era de cesarismo tras la muerte de su alma. Pensaba que el alma occidental había muerto y que el cesarismo estaba a punto de comenzar.
McGaughey (Cinco épocas de civilización) ve la historia humana como una continua historia de creación relacionada con el desarrollo de la sociedad humana, contada en sucesivos capítulos o épocas históricas. La introducción de mejores tecnologías de comunicación como la escritura o la comunicación electrónica cambian la sociedad en tal grado que puede considerarse que una nueva civilización ha comenzado. No hay fin de la historia (si no es catastrófico) sino un continuo proceso de innovación tecnológica y desarrollo social que ahora colisiona con un medio ambiente limitado.
El reciente desarrollo de modelos matemáticos de ciclos sociodemográficos seculares ha revivido el interés por las teorías cíclicas de la historia (Dinámica Histórica de Peter Turchin o Introducción a la Macrodinámica social de Andrey Korotayev).

## La idea de progreso en la Ilustración
En la Ilustración la historia comenzó a verse como lineal e irreversible. Las interpretaciones de varios estadios de la humanidad de Turgot, D'Alembert, Condorcet o el positivismo de Auguste Comte (ya en el siglo XIX) fueron una de las más importantes concepciones de la historia que confiaban en el progreso social. La Ilustración concibe a la especie humana como perfectible (El Emilio de Jean Jacques Rousseau, 1762). La naturaleza humana puede ser desarrollada indefinidamente mediante una correcta pedagogía. Kant, en Qué es Ilustración (1784), define ésta como la capacidad de pensar por sí mismo sin referirse a autoridades exteriores, sea el poder o la tradición. Paradójicamente, Kant apoya al mismo tiempo el despotismo ilustrado como la manera de conducir a la humanidad a su autonomía. En Idea de una historia universal con un propósito cosmopolita (1784) presenta de un lado el despotismo ilustrado conduciendo a las naciones a su liberación, con el progreso inscrito en el esquema de la historia, y por otro lado concibe la liberación como alcanzable solo con un gesto singular (Sapere Aude!, Atrévete a saber). En última instancia la autonomía reside en el valor y la determinación individual para pensar sin ser dirigido por otro.
Tras Kant, Hegel desarrolla una compleja teodicea en la Fenomenología del Espíritu (1807), que basa su concepción de la historia en la dialéctica: lo negativo (la guerra, por ejemplo) se concibe como el motor de la historia. Ésta es un proceso constante de choques dialécticos, en que cada tesis encuentra una antítesis (hecho o idea opuesta). El enfrentamiento de ambos se supera con la síntesis, una conjunción que supera la contradicción entre cada tesis y su antítesis. Karl Marx propone el ejemplo de Napoleón como síntesis que conserva los cambios y supera la contradicción entre Antiguo Régimen (tesis) y Revolución francesa (antítesis). Hegel pensaba que la razón se proyecta a sí misma en la historia a través de este esquema dialéctico. Mediante el trabajo, el hombre transforma la naturaleza para reconocerse en ella, la convierte en su hogar. Así la razón espiritualiza la naturaleza. Campos cultivados, carreteras, toda la infraestructura sobre la que desarrollamos nuestra vida es el resultado de esta espiritualización de la naturaleza. Hegel explica el progreso social como resultado del trabajo de la razón en la historia. Esta lectura dialéctica de la historia implica por supuesto contradicción, y por eso la historia se concibe como conflicto. La filosofía siempre llega tarde, es solo una interpretación que reconoce lo que hay de racional en lo real (y solo lo racional es real para Hegel). Esta concepción idealista de la filosofía fue desafiada por Marx (Tesis sobre Feuerbach, 1845): "Los filósofos sólo han interpretado el mundo de distintas maneras, pero de lo que se trata es de transformarlo".

## Materialismo histórico
La «concepción materialista de la historia» o «materialismo histórico» (términos acuñados por Friedrich Engels y el marxista ruso Gueorgui Plejánov), también abreviado como Hismat (en contraste al Diamat o materialismo dialéctico), alude a las doctrinas y al marco conceptual creado por el filósofo Karl Marx y después usado por Engels y Plejánov para comprender la historia humana. Según el materialismo histórico, "no es el espíritu como en Hegel el que determina la historia" sino una infraestructura representada por las relaciones económicas y los modos de producción de la sociedad.
El materialismo histórico es un marco conceptual marxista para concebir la historia. Esto sucede al explicar las revoluciones políticas y sociales por la contradicción entre las fuerzas productivas y las relaciones de producción y por la lucha de clases. Esta concepción hace frente a la visión burguesa de la historia basada en la historia de las ideas y de los "grandes hombres". El desarrollo revolucionario de las fuerzas productivas bajo el comunismo hacía posible que todas las necesidades humanas fueran satisfechas, y que el desarrollo de la producción prescindiera de la división de la sociedad entre clases explotadoras (poseedoras de los medios de producción sociales) y clases explotadas (obligadas a mantener a las clases explotadoras mediante el plustrabajo). 
Aunque el materialismo histórico se halla estrechamente ligado al marxismo; historiadores, sociólogos e intelectuales no ligados al marxismo han tomado elementos de aquel para elaborar sistemas y enfoques materialistas para el estudio de la historia.

...en la producción social de su vida los hombres establecen determinadas relaciones necesarias e independientes de su voluntad, relaciones de producción que corresponden a una fase determinada de desarrollo de sus fuerzas productivas materiales. El conjunto de estas relaciones de producción forma la estructura económica de la sociedad, la base real sobre la que se levanta la superestructura jurídica y política y a la que corresponden determinadas formas de conciencia social. El modo de producción de la vida material condiciona el proceso de la vida social política y espiritual en general. No es la conciencia del hombre la que determina su ser sino, por el contrario, el ser social es lo que determina su conciencia.
Karl Marx, Prólogo a la Contribución a la crítica de la economía política (1859)

...el régimen económico de la producción y la estructuración social que de él se deriva necesariamente en cada época histórica constituye la base sobre la cual se asienta la historia política e intelectual de esa época, y que, por tanto, toda la historia de la sociedad -una vez disuelto el primitivo régimen de comunidad del suelo- es una historia de luchas de clases, de luchas entre clases explotadoras y explotadas, dominantes y dominadas, a tono con las diferentes fases del proceso social, hasta llegar a la fase presente, en que la clase explotada y oprimida -el proletariado- no puede ya emanciparse de la clase que la explota y la oprime -de la burguesía- sin emancipar para siempre a la sociedad entera de la opresión, la explotación y las luchas de clases; esta idea cardinal fue fruto personal y exclusivo de Marx.
Friedrich Engels,  en el Prólogo de Engels a la edición alemana de 1883 del Manifiesto comunista, (1848)

## Evolucionismo social
Inspirada en la idea de progreso de la Ilustración, el evolucionismo social se convierte en un concepto popular en el siglo XIX. El positivismo de Auguste Comte, que divide la historia en estadios teológico, metafísico y positivista (abierto este último por la ciencia moderna), fue una de las más influyentes doctrinas del progreso. La interpretación wigh de la historia, asociada con intelectuales británicos de las eras victoriana y eduardiana, como Henry Maine o Thomas Macaulay, dan un ejemplo de tal influencia, que mira la historia humana como un progreso: desde el salvajismo y la ignorancia; hacia la paz, la prosperidad y la ciencia. Maine describe la dirección del progreso como del estamento al contrato: desde un mundo en el que la futura vida de un niño está predeterminada por las circunstancias de su nacimiento, hacia una de movilidad y oportunidades.
La publicación de El origen de las especies de Darwin en 1859 puso en el debate intelectual el concepto de la evolución. Rápidamente fue trasplantado de su campo original, la biología, al campo social con las teorías del darwinismo social. Herbert Spencer, que acuñó el término la supervivencia del más apto o Lewis Henry Morgan en Ancient Society (1877) desarrollaron teorías evolucionistas independientemente de los trabajos de Darwin, que fueron más tarde interpretados como darwinismo social. Estas teorías de evolución no lineal del siglo XIX proponían que las sociedades comenzaban en un estado primitivo y gradualmente se convertían en más civilizadas con el tiempo, igualando la cultura y tecnología de la civilización occidental con el progreso.
Ernst Haeckel formuló su teoría de la recapitulación en 1867, que proponía que la ontogenia recapitula la filogenia: la formación embrionaria de cada individuo reproduce la evolución de la especie. Aplicado a la formación de la persona, un niño pasaría por todos los pasos desde la sociedad primitiva hasta la sociedad moderna. Haeckel no apoyaba la teoría darvinista de la selección natural, sino más bien la lamarckista de la herencia de los caracteres adquiridos.
Para otros, el progreso no es necesariamente positivo. Arthur Gobineau (Ensayo sobre la desigualdad de las razas humanas, 1853-1855) hace una decadente descripción de la evolución de la raza aria, que estaría desapareciendo por degeneración. La obra de Gobineau tuvo una gran popularidad en el autodenominado racismo científico.
Tras la Primera Guerra Mundial, incluso antes de recibir las duras críticas de Herbert Butterfield, la interpretación wigh de la historia se había quedado obsoleta. Paul Valéry decía Nosotras, las civilizaciones, nos sabemos ya mortales. No obstante, la idea de progreso no desaparece completamente: a finales del siglo XX Francis Fukuyama propuso una noción similar (El final de la historia, 1992), concibiendo la democracia liberal como el fin de la historia, basándose en una lectura kojeviana de la Fenomenología del Espíritu de Hegel. Influyente al tiempo de su publicación, tras la caída de los regímenes comunistas, los conflictos internacionales posteriores, entre los que destaca sobre todo el que se produce entre las culturas islámica y occidental han puesto quizá más de moda la visión del Choque de Civilizaciones de Samuel Huntington.

## La validez del héroe en los estudios históricos
Tras Hegel, que insistió en el papel de los grandes hombres en la historia, con su famoso comentario sobre Napoleón (vi al Espíritu sobre su caballo), Thomas Carlyle argumentó que la historia era la biografía de unos pocos individuos centrales, los héroes, como Oliver Cromwell o Federico el Grande (La historia del mundo no es sino la biografía de los grandes hombres). Sus héroes son figuras políticas y militares, los fundadores o líderes de los estados. Su historia de los grandes hombres, genios del bien o del mal, tiende a organizar el cambio como la llegada de la grandeza. A finales del siglo XX ya ha quedado muy desprestigiada la posición de Carlyle, y pocos se atreverían a defenderla. La mayor parte de los filósofos de la historia proponen que las fuerzas motrices de la historia se pueden describir solo con una lente de mayor aumento que la usada para los retratos. No obstante, la teoría de los Grandes Hombres se hizo popular con los historiadores profesionales del siglo XIX, siendo buen ejemplo la Encyclopedia Britannica en su undécima edición (1911, muy usada en Wikipedia por haber caducado su copyright), que contiene detalladas biografías de los grandes hombres de la historia. Por ejemplo, para informarse sobre el Periodo de las Migraciones, basta con leer la biografía de Atila el Huno.
Tras la concepción marxista del materialismo histórico basado en la lucha de clases, que pone atención por primera vez en la importancia de los factores sociales, como la economía, en la historia, Herbert Spencer escribió: Se debe admitir la génesis del gran hombre depende de la larga serie de complejas influencias que ha producido la raza en la que aparece y el estado social en que esta raza ha ido formando lentamente... Antes de aquél pueda rehacer su sociedad, esta sociedad debe hacerse a sí misma.
La Escuela de Annales, fundada por Lucien Febvre y Marc Bloch, fue uno de los pasos fundamentales en el abandono de la historia centrada en los sujetos individuales para concentrarse en la geografía, economía, demografía y otras fuerzas sociales. La obra de Fernand Braudel sobre el Mediterráneo entendido como el verdadero héroe de la historia, la historia del clima de Le Roy Ladurie, etc, estarían inspirados por esta escuela.

## Explicación y comprensión
El debate entre explicación y comprensión en la historia forma parte de un debate mayor de la epistemología que busca establecer una diferencia entre las ciencias sociales y las ciencias naturales. Por un lado se encuentran los defensores de que las ciencias sociales y naturales deben compartir el mismo modelo de explicación causal basado en leyes; por otro lado, se ha propuesto que las ciencias sociales tienen métodos de explicación propios que han sido englobados bajo la noción "comprensión" en oposición a la "explicación" de las ciencias naturales. Por lo mismo, el debate también ha sido visto como una disputa entre el positivismo y el antipositivismo. Como postura intermedia, se ha propuesto que tanto la explicación como la comprensión son necesarias para la historia y las ciencias sociales; sin embargo, con diferencias sustanciales con el uso que tienen en las ciencias naturales.

### Explicación
Tanto filósofos como historiadores han mantenido tres posturas frente a la explicación en la historia: primero, la explicación causal en la historia es idéntica a la de las ciencias naturales y está fundada en leyes; segundo, la explicación causal forma parte de la historia, pero es de un naturaleza distinta a la de las ciencias naturales; tercero, la explicación causal no es posible en la historia y debe ser remplazada por otro modelo de explicación. 
Filósofos como Carl Hempel defienden la posibilidad de explicar causalmente en la historia al igual que en las ciencias naturales a través del uso de leyes científicas. Dicha postura fue conocida como neopositivismo y se manifestó formalmente a través de la tesis que sostiene que el modelo nomológico deductivo debía ser el modelo estándar de explicación para todas las ciencias, incluida la historia.
De acuerdo a la postura positivista los problemas particulares de la historia son dos: primero, lo historiadores realizan un esbozo de explicación usando una mezcla de causas empíricas y metáforas; segundo, la historia realiza explicaciones que contienen leyes propias y de otras ciencias, pero no son explícitas porque se relacionan con la psicología individual o social la cual se considera parte del sentido común. La solución es que para poder realizar una explicación científica los historiadores necesitan completar y precisar empíricamente sus esbozos de explicación. Una vez realizada dicha completación las leyes de la historia se manifestarían de forma evidente. Por ejemplo, si una revolución es explicada por el descontento de una población en ciertas condiciones prevalecientes, entonces en dicha afirmación existe una hipótesis universal implícita esbozada: las poblaciones se rebelan contra sus gobiernos bajo ciertas condiciones. El problema, sin embargo, es que no se ha podido establecer con certeza cuáles son dichas condiciones prevalecientes. Una vez identificada todas las causas de una revolución, se podría de forma determinista o probabilística predecir una revolución.
Karl Popper y Patrick Gardiner si bien fueron críticos del neopositivismo, ofrecieron modelos alternativos que mantenían la postura de la explicación causal en la historia con el uso de leyes, pero de una forma más laxa y adecuada a las ciencias sociales. Popper sostiene que los historiadores hacen uso de leyes implícitas tomadas de la psicología y la sociología, además de sus propias teorías que Popper llama "interpretaciones generales".Gardiner también sostiene que los historiadores hacen uso de leyes implícitas además de explicaciones causales. La diferencia radica en que los historiadores hacen uso del lenguaje cotidiano; por lo tanto, las regularidades y explicaciones causales son menos precisas que las que exige el lenguaje técnico de la ciencia natural. De acuerdo a las palabras de Gardiner:

Las generalizaciones históricas no tienen la condición de leyes científicas, pero eso no quiere decir que debamos negar totalmente su existencia y que debamos buscar un método diferente para entender la historia. Ni tampoco es el caso que en la historia nos encontremos súbitamente enfrentados a entidades particulares e intratables que se rehúsan a ser "acomodadas". La dificultad de la cuestión es un reflejo del lenguaje de la descripción histórica [...]

La tesis neopositivista ha sido sumamente criticada, especialmente por William Dray;por lo que actualmente no existen filósofos que la defiendan. La crítica que sostiene Dray es que el modelo nomológico-deductivo debe ser abandonado como un elemento esencial de la explicación. Dray argumenta que una ley no necesariamente explica un hecho y que los historiadores no usan leyes implícitas. Si se siguiera la tesis neopositivista una explicación completa llevaría a la creación de leyes históricas que sólo se podrían aplicar en un solo hecho; por lo tanto, la generalización fracasa y se debe asumir que la historia siempre tendrá esbozos de explicación. Por último, Dray sostiene que el modelo nomológico-deductivo tampoco permite explicar las acciones racionales.
Contraria a lo anterior, la tesis que sostiene que la historia no realiza explicaciones causales argumenta que la historia tiene una naturaleza sui géneris; por lo tanto, tiene sus propios métodos de explicación. Se han propuesto como alternativas la comprensión y la explicación racional.

### Comprensión
Verstehen ([fɛɐˈʃteːən]; en alemán "comprensión")  en el contexto de la filosofía alemana y las ciencias sociales en general, se ha utilizado desde finales del siglo XIX - tanto en inglés como en alemán - con el sentido particular del examen "interpretativo o participativo" de los fenómenos sociales. El término está estrechamente asociado con el trabajo del sociólogo alemán, Max Weber, cuyo antipositivismo estableció una alternativa al positivismo sociológico y determinismo económico anteriores, arraigado en el análisis de acción social. En antropología, "verstehen" ha llegado a significar un proceso interpretativo sistemático en el que un observador externo de una cultura intenta relacionarse con ella y comprender a los demás.

### Hechos contrafácticos
Para otras acepciones de historia alterna o historia alternativa véase historia alternativa
La historia contrafactual, llamada también historia alterna o historia virtual es el resultado de un experimento mental sobre la historia que pretende dilucidar un curso hipotético del pasado. El propósito es evaluar la relevancia causal de una explicación histórica al responder a la pregunta «¿qué habría pasado si...?».
Historiadores y filósofos como Ernest Nagel, Niall Ferguson y John Gaddis entre otros han promovido la historia contrafactual como un método válido para el estudio de la historia. No obstante, todavía existe un rechazo por parte de algunos historiadores y filósofos que consideran la historia contrafactual como meras especulaciones y la historia alterna más como un caso para la literatura de ficción que para el análisis histórico académico serio.

## Preguntas planteadas en filosofía de la historia

### ¿Tiene la historia un sentido teleológico?
La teodicea reclama para la historia una dirección que conduce a un final escatológico, dado por un poder superior. No obstante su sentido teleológico trascendental puede verse como inmanente a la misma historia humana. Puede decirse que Marx, como Auguste Comte, posee una concepción teleológica inmanente de la historia; aunque Althusser ha argumentado que la discontinuidad es un elemento esencial del materialismo dialéctico de Marx, lo que incluye al materialismo histórico. Pensadores como Nietzsche, Foucault, Deleuze o el propio Althusser, niegan cualquier sentido teleológico a la historia, caracterizando a ésta mejor a través de la discontinuidad, la ruptura y la variedad de escalas en el tiempo histórico, como ha demostrado la Escuela de Annales, particularmente Fernand Braudel. La historia puede ser definida como la ciencia del cambio en el tiempo.
Las escuelas de pensamiento influenciadas por Hegel y Marx ven la historia como progresiva, aunque ven el progreso como la manifestación de una dialéctica, en la que factores que operan en direcciones opuestas se sintetizan a través del tiempo. De esta forma, la historia puede verse mejor como dirigida por un Zeitgeist (espíritu del tiempo), cuyas huellas pueden verse al mirar al pasado. Hegel creía que la historia empujaba al hombre hacia la civilización, y algunos le atribuyen la creencia de que el Estado prusiano encarnaba el final de la historia. En sus Lecciones sobre filosofía de la historia, explica que la filosofía de cada época de algún modo es la filosofía del Todo; no es una subdivisión del Todo pero sí este Todo aprehendido en sí mismo de un modo específico (sic).
Marx adaptó la dialéctica de Hegel para desarrollar el materialismo dialéctico. Vio cómo la lucha de tesis y antítesis y sus síntesis resultantes tenían siempre lugar en el terreno material y económico. La aportación central del materialismo histórico es que la historia muestra progreso, no de forma lineal sino acumulativa, y que la causa de ese progreso es la lucha por la posesión y control de los medios de producción. Las ideas e instituciones políticas serían el resultado de la producción material y las condiciones de la distribución y el consumo. Para Marx, la continua batalla entre fuerzas opuestas dentro de los modos de producción conduce inevitablemente a cambios revolucionarios, y a la larga al comunismo, que sería la recreación final de un estado literalmente prehistórico. Tanto Hegel como Marx son teleológicos en su concepción de la historia: ambos creen que la historia es progresiva y dirigida a un fin particular. La historia de los medios de producción, por tanto, es la estructura de la historia, y cualquier otra cosa, incluyendo la discusión ideológica sobre la historia misma, constituye la superestructura.

### ¿Es siempre el vencedor el que escribe la historia?
De acuerdo con el discurso político histórico de la lucha racial analizada por Michel Foucault en su curso de 1976-1977 La Sociedad debe ser Defendida, se suele argumentar que los vencedores de una lucha social (el conflicto puede basarse en cualquier elemento social: lucha racial, nacional o de clases) usa su predominio político para suprimir la versión de los hechos históricos de sus derrotados adversarios a favor de su propia propaganda, lo que puede llevar incluso al revisionismo histórico. Walter Benjamin también consideraba que los historiadores marxistas debían tomar un punto de vista radicalmente diferente del punto de vista idealista y burgués, en un intento de crear una especie de historia desde abajo, que sería capaz de concebir una concepción alternativa de la historia, no basada, como en la historiografía clásica, en el discurso filosófico y jurídico de la soberanía.
Un ejemplo clásico de la historia escrita por los vencedores es la información conocida de los cartagineses. Los historiadores romanos atribuyen a sus seculares enemigos crueldades sin cuento, incluyendo sacrificios humanos, que no se puede contrastar con la otra versión de la historia.
De modo similar, solo se tiene la versión cristiana de cómo el cristianismo llegó a ser la religión dominante de Europa, pero no la versión pagana. Se conoce la versión europea de la conquista de América, pero no la de los nativos. Heródoto cuenta la versión griega de las guerras médicas, pero no se conoce la persa.
Un posible contraejemplo es la Guerra de Secesión, de la que los perdedores sudistas han publicado más información que los vencedores, hasta dominar la percepción nacional de la historia (los generales confederados Lee y Jackson son tenidos por superiores a sus adversarios, y películas como Lo que el viento se llevó o El nacimiento de una nación han fijado visual y sentimentalmente el punto de vista del Sur en el imaginario colectivo). Se podría argumentar de manera inversa, es decir que quien escribe la historia es quien venció.

## Filosofía de la historia en ficción
El escritor e historiador Isaac Asimov describe en la Saga de la Fundación el concepto de psicohistoria, una ciencia ficticia que combina historia, psicología y estadística matemática, cuyo estudio permite calcular el comportamiento de poblaciones extremadamente grandes de personas.